# Arany János Irodalmi Kör (Brassó)
A brassói Arany János Irodalmi Kör az 1960-as években alakult az Unirea Líceum magyar tagozatán. Első szervezője Szikszay Jenő, utóda Fóris Gyula tanár, a színjátszó csoportot Reiff Piroska, a tánccsoportot Reiff István tanárok vezették.